# نانسی آدیسون
نانسی آدیسون (انگلیسی: Nancy Addison Altman؛ ۲۱ مارس ۱۹۴۶ – ۱۸ ژوئن ۲۰۰۲) یک هنرپیشه اهل ایالات متحده آمریکا بود. وی بین سال‌های ۱۹۷۰ تا ۱۹۹۷ میلادی فعالیت می‌کرد.